# Terebești, Satu Mare
Terebești (în maghiară Krasznaterebes, colocvial Terebes) este satul de reședință al comunei cu același nume din județul Satu Mare, Transilvania, România.

## Personalități
- Aloisiu Tăutu (1895-1981), preot greco-catolic, istoric